# Once Upon a Time (4.ª temporada)
A quarta temporada de Once Upon a Time foi anunciada em 8 de maio de 2014. Em 13 de maio de 2014, foi revelado que a temporada seria dividida em duas partes, o primeiro semestre seria exibido durante o outono de 2014, e no segundo semestre, durante a primavera 2015. A temporada estreou em 28 de setembro de 2014, nos Estados Unidos.
Em 20 de abril de 2014, foi confirmado que o ex-ator de Once Upon a Time in Wonderland, Michael Socha, passaria a ser um personagem principal na série, como Will Scarlet/Valete de Copas. Nos minutos finais da terceira temporada, Elsa é introduzida na série. Kristoff e Anna, também do filme animado da Disney de 2013, Frozen: Uma Aventura Congelante, foram introduzidos à série nesta temporada, juntamente com uma nova antagonista principal para a primeira metade da temporada, a Rainha da Neve, interpretada por Elizabeth Mitchell. A segunda metade da temporada traz o retorno de Kristin Bauer van Straten como Malévola, para um "grande arco", e introduz também Victoria Smurfit como Cruella de Vil e Merrin Dungey como Ursula.

## Sinopse
A primeira parte da temporada continua com Elsa sendo levada acidentalmente à Storybrooke, após a urna onde estava presa ser sugada para dentro do portal do tempo. Ao chegar na cidade, a Rainha de Arendelle procura por sua irmã, Anna, junto de Emma, seus pais e de Gancho. Porém, em meio à sua busca, uma força mágica do passado sombria e imprevisível os deixam à mercê de um plano que pode destruir a cidade e seus moradores—a Rainha da Neve. Enquanto isso, Regina luta para não voltar aos tempos de Rainha Má após Emma trazer de volta a esposa de Robin Hood, Marian, e provocar o fim do relacionamento entre os dois. Henry está contente por ter sua mãe de volta, e não imagina que, com o sangue de Emma e do Senhor das Trevas correndo por suas veias, ele vai ser posto à prova pela luz e pelas trevas. Por fim, Will Scarlet, um ex-membro dos Homens Felizes, após viajar por muitas terras para chegar em Storybrooke, encontra-se entrelaçado nos acontecimentos na cidade quando seu passado misterioso empurra-o para um futuro desconhecido.
Na segunda parte, após tentar realizar seu desejo de se libertar do controle de sua adaga, Gold é abandonado por Belle, que percebe que seu marido apenas ama seu poder. Gold agora procura obter seu final feliz a qualquer custo, e acaba se aliando à Cruella De Vil, Malévola e Ursula, que também desejam o mesmo. Henry liberta o autor, que escreve um novo livro, no qual os vilões sempre têm um final feliz. O garoto entra no livro e deve salvar todos que estão presos lá, sem se lembrar de suas verdadeiras vidas.

## Elenco e personagens

### Principal
- Ginnifer Goodwin como Branca de Neve / Mary Margaret Blanchard
- Jennifer Morrison como Emma Swan, a Salvadora
- Lana Parrilla como Regina Mills, a Rainha Má
- Josh Dallas como Príncipe Encantado / David Nolan
- Emilie de Ravin como Bela / Lacey
- Colin O'Donoghue como Killian Jones, o Capitão Gancho
- Jared S. Gilmore como Henry Mills
- Michael Socha como Will Scarlet / Valete de Copas
- Robert Carlyle como Rumplestiltskin / Sr. Gold

### Recorrente
| - Sean Maguire como Robin Hood - Georgina Haig como Elsa de Arendelle - Elizabeth Lail como Anna de Arendelle - Elizabeth Mitchell como Ingrid, a Rainha da Neve / Sarah Fisher - Kristin Bauer van Straten como Malévola - Scott Michael Foster como Kristoff - Lee Arenberg como Sonhador / Zangado / Leroy - Beverley Elliott como Widow Lucas / Granny - Patrick Fischler como Isaac Heller / Autor - Victoria Smurfit como Cruella de Vil / Cruella Feinberg - Timothy Webber como Aprendiz de Feiticeiro - Merrin Dungey como Ursula, a Bruxa do Mar - Faustino Di Bauda como Soneca / Walter - Christie Laing como Maid Marian - Rebecca Mader como Zelena, a Bruxa Má do Oeste | - Jason Burkart como João Pequeno - Raphael Alejandro como Roland - Eion Bailey como Pinóquio / August Booth - Michael Coleman como Feliz - Gabe Khouth como Atchim / Tom Clark - Abby Ross como Emma Swan (jovem) - Keegan Connor Tracy como Fada Azul / Madre Superiora - John Rhys-Davies como Grand Pabbie - Agnes Bruckner como Lilith "Lily" Page - David Paul Grove como Mestre - Jeffrey Kaiser como Dunga - Mig Macario como Dengoso - Tony Amendola como Gepeto / Marco - Jakob Davies como Pinóquio (jovem) - Barbara Hershey como Cora / Rainha de Copas |

### Convidado
| - Pascale Hutton como Gerda, Rainha de Arendelle - Giancarlo Esposito como Espelho Mágico / Sidney Glass - Raphael Sbarge como Grilo Falante / Dr. Archie Hopper - Tyler Jacob Moore como Príncipe Hans - Nils Hognestad como Franz - Marcus Rosner como Jurgen - Sally Pressman como Helga - Nicole Muñoz como Lily (jovem) - Charles Mesure como Barba Negra - Wil Traval como Xerife de Nottingham / Keith - Oliver Rice como Rei de Arendelle - Robin Weigert como Betty - Gabrielle Rose como Ruth - Brad Dourif como Zoso - Eric Keenleyside como Maurice / Moe French - Frances O'Connor como Colette | - Sarah Bolger como Aurora - Jessy Schram como Cinderella / Ashley Boyd - Darcey Johnson como Oaken - Brighton Sharbino como Ingrid (jovem) - Ava Marie Telek como Gerda (jovem) - Bailey Herbert como Helga (jovem) - Jonathan Runyon como Duque de Weselton (jovem) - Rebecca Wisocky como Madam Faustina - Sebastian Roché como Rei Stefan - Ernie Hudson como Poseidon - Tiffany Boone como Ursula (jovem) - JoAnna Garcia Swisher como Ariel - Chris Gauthier como William Smee - Tony Perez como Prince Henry - Jonathan Adams como O Feiticeiro / Merlin (voz) |

## Episódios
| N.º na série | N.º na temp. | Título                                                                  | Dirigido por                                    | Escrito por                        | Exibição original      | Audiência (milhões) |
| --- | ------------ | ----------------------------------------------------------------------- | ----------------------------------------------- | ---------------------------------- | ---------------------- | ------------------- |
| 67 | 1            | "A Tale of Two Sisters" "(Um Conto de Duas Irmãs)" (BR)                 | Ralph Hemecker                                  | Edward Kitsis & Adam Horowitz      | 28 de setembro de 2014 | 9.47                |
| Uma assustada e confusa Elsa se vê em Storybrooke, e com medo das intenções de seus residentes, cria um poderoso monstro de neve para sua proteção. Enquanto isso, com a esposa de Robin Hood, Marian, de volta, Regina questiona se o seu "felizes para sempre" foi destruído completamente. Durante sua lua de mel, Gold encontra um objeto intrigante que o faz questionar se deve ou não dar a Bela, oficialmente, o controle da adaga que faz dele o Senhor das Trevas. Já Gancho fica desanimado ao descobrir que Emma parece evitar sua companhia, uma vez que ela está tentando confortar Regina após ser a responsável por trazer Marian de volta do passado. Em um flashback de Arendelle, o casamento de Anna com Kristoff se aproxima, mas Anna descobre que seus pais—que morreram no navio durante uma tempestade violenta—seguiam rumo a um destino misterioso em uma jornada que poderia revelar o segredo para conter os poderes de Elsa. Contra os desejos da irmã, Anna quer seguir rumo ao mesmo lugar para descobrir o que eles procuravam. |              |                                                                         |                                                 |                                    |                        |                     |
| 68 | 2            | "White Out" "(Dentro do Gelo)" (BR)                                     | Ron Underwood                                   | Jane Espenson                      | 5 de outubro de 2014   | 8.78                |
| Enquanto tenta desesperadamente encontrar sua irmã, Elsa fica sobressaltada com Emma e acidentalmente se prende com a mesma dentro de uma caverna de gelo, e a temperatura congelante acaba colocando a vida de Emma em perigo. Regina, depressiva sobre seu possível término com Robin Hood, se fecha dentro de sua casa e se isola da cidade e de Henry , o que deixa seu filho triste. E com os moradores da cidade considerando Mary Margaret como sua nova líder, ela se encontra em sua primeira tarefa, tendo que religar o gerador da cidade e restaurar a energia, depois de Elsa ter congelado e danificado os fios de eletricidade. Em um flashback da Floresta Encantada, Anna tenta ensinar um manso David a lutar contra Betty, uma feiticeira brutal que está ameaçando tirar a fazenda dele e de sua mãe, se eles não pagarem o que ela quer. |              |                                                                         |                                                 |                                    |                        |                     |
| 69 | 3            | "Rocky Road" "(Estrada Rochosa)" (BR)                                   | Morgan Beggs                                    | David H. Goodman & Jerome Schwartz | 12 de outubro de 2014  | 7.92                |
| Quando um feitiço de congelamento é lançado em Marian, ela acaba tendo sua vida colocada em risco, e os moradores de Storybrooke colocam a culpa do feito em Elsa. Mas sem o conhecimento de ninguém, a misteriosa mulher que dirige a sorveteria da cidade, Sarah Fisher, que tem os mesmos poderes que Elsa, é a verdadeira responsável por tudo, possui planos obscuros para Elsa. Emma e David encontram o ex-membro dos Homens Felizes, Will Scarlet, enquanto o mesmo vasculhava a tenda de Robin Hood. Regina une-se a Henry para descobrir quem é o Autor do livro "Once Upon a Time". Mary Margaret começa a ter problemas para equilibrar seus deveres como nova líder da cidade e mãe de Neal, e Gancho começa a suspeitar que o Sr. Gold ainda está no controle da adaga do Senhor das Trevas. Em um flashback de Arendelle, Elsa e Kristoff partem em uma aventura para parar o Príncipe Hans, que insiste em tentar tomar o controle do reino. |              |                                                                         |                                                 |                                    |                        |                     |
| 70 | 4            | "The Apprentice" "(O Aprendiz)" (BR)                                    | Ralph Hemecker                                  | Andrew Chambliss & Dana Horgan     | 19 de outubro de 2014  | 8.07                |
| Após Emma pedir para Gancho sair com ela em um verdadeiro primeiro encontro, o pirata visita o Sr. Gold e pede a ele que sua mão seja reatada ao seu corpo para que ele possa abraçá-la Emma com ambas as mãos. Henry e Mary Margaret tentam oferecer ajuda a Regina quando ela fica frustrada por não ser capaz de encontrar uma cura para salvar a congelada Marian, e Will Scarlet tenta arrombar a biblioteca de Storybrooke para encontrar um livro especial. Em um flashback da Floresta Encantada, Rumplestiltskin está atrás de uma caixa mágica que o Aprendiz está guardando, e ele decide usar a irmã de Elsa, Anna, para ajudá-lo a consegui-la. |              |                                                                         |                                                 |                                    |                        |                     |
| 71 | 5            | "Breaking Glass" "(Espelho Quebrado)" (BR)                              | Alrick Riley                                    | Kalinda Vazquez & Scott Nimerfro   | 26 de outubro de 2014  | 6.87                |
| Regina relutantemente se une a Emma para procurar a Rainha da Neve, depois que Sidney, novamente prisioneiro de Regina no espelho, descobre seu esconderijo e concorda em leva-las até lá. Com Bela cuidando do bebê Neal, David e uma nervosa Mary Margaret se preparam para sua primeira noite longe do filho e acabam se encontrando em uma missão para rastrear Will Scarlet, que escapou da prisão, e Elsa vê Anna na floresta de Storybrooke. Em um flashback, vemos uma jovem Emma fazendo amizade com uma garota desconhecida, conhecida como Lily, que além de ser uma órfã fugitiva como Emma, também possui muitas outras coisas em comum com ela. |              |                                                                         |                                                 |                                    |                        |                     |
| 72 | 6            | "Family Business" "(Assunto de Família)" (BR)                           | Mario Van Peebles                               | Kalinda Vazquez & Andrew Chambliss | 2 de novembro de 2014  | 7.54                |
| Emma e sua família começam uma busca para localizar a Rainha da Neve, antiga mãe adotiva de Emma—cujas lembranças desse tempo foram apagadas—e para descobrir quais são seus planos para Elsa e os residentes de Storybrooke. Inconsciente de que ela possui uma cópia da Adaga das Trevas, Bela tenta usá-la para fazer com que seu relutante marido, Sr. Gold, mostre a ela onde a Rainha da Neve está se escondendo. Em um flashback da Floresta Encantada, Bela viaja para Arendelle, procurando o Grand Pabbie com a ajuda de Anna, a fim de recuperar suas memórias perdidas e descobrir o que houve com sua mãe. |              |                                                                         |                                                 |                                    |                        |                     |
| 73 | 7            | "The Snow Queen" "(A Rainha da Neve)" (BR)                              | Billy Gierhart                                  | Edward Kitsis & Adam Horowitz      | 9 de novembro de 2014  | 7.42                |
| Emma captura a Rainha da Neve e a interroga na delegacia, mas a mesma usa seu conhecimento prévio sobre Emma para tentar persuadi-la em pensar que as duas se parecem mais do que ela imagina. O relacionamento de Regina e Robin Hood fica cada vez mais complexo enquanto eles se esforçam pra achar uma maneira de salvar Marian. Emma começa a perceber o que ela perdeu por não ter crescido com Mary Margaret e David quando ela vê o quão envolvida Mary Margaret é na vida do bebê Neal. Henry começa a trabalhar depois da escola na loja do Gold, enquanto tenta ajudar Regina a achar alguma pista do Autor do livro. Em um flashback de Arendelle, descobrimos as origens da Rainha da Neve e sua conexão com Elsa e Anna, enquanto a vemos descobrir seus poderes um tanto quanto espetaculares como também mortais. |              |                                                                         |                                                 |                                    |                        |                     |
| 74 | 8            | "Smash the Mirror" "(Quebrar o Espelho)" (BR)                           | Parte 1: Eagle Egilsson Parte 2: Ralph Hemecker | David H. Goodman & Jerome Schwartz | 16 de novembro de 2014 | 6.80                |
| Em Storybrooke, os poderes de Emma estão fora de controle e ela com medo de machucar quem ama, pede ajuda a Gold, que oferece um meio de livrar-se da magia. Regina continua com seu plano para encontrar o Autor do livro. Ao mesmo tempo, Robin Hood recruta Will para uma missão, enquanto David, Mary Margaret e Gancho procuram Emma pela cidade, para tentar impedi-lá de se livrar de seus poderes. Em um flashback de Arendelle, a Rainha da Neve tenta colocar Elsa e Anna uma contra a outra e percebe que não será tão fácil quanto imagina, tomando medidas drásticas em seguida. Emma continua afastada de todos, com medo de machucá-los, e decide de vez aceitar a ajuda de Gold para conseguir remover seus poderes, mas Gancho e Elsa tentam com todas as forças impedir isso. Enquanto isso, Robin Hood e Will Scarlet procuram por pistas do Autor do livro "Once Upon a Time" para ajudar Regina, e uma reviravolta inesperada acontece e Regina recebe uma pista que poderá lhe dar um pouco de esperança. De volta ao flashback de Arendelle, a Rainha da Neve falha com todas as sua tentativas de colocar Elsa contra Anna, e como ultimo plano acaba lançando o feitiço da "Visão Despedaçada" em Anna, que agora se volta contra Elsa. Nota: Este episódio foi exibido como um especial de 2 horas. |              |                                                                         |                                                 |                                    |                        |                     |
| 75 | 9            | "Fall" "(Queda)" (BR)                                                   | Mario Van Peebles                               | Jane Espenson                      | 30 de novembro de 2014 | 6.43                |
| Enquanto o feitiço da "Visão Despedaçada" se aproxima de Storybrooke, Mary Margaret e David preparam os residentes para a maldição, e Bela e as fadas trabalham juntas em um antídoto. Gold, com Gancho como seu servo, planeja sua própria estratégia de fuga, e Regina e Robin Hood se preparam para o pior. Com a ajuda de um feitiço localizador, Emma e Elsa procuram desesperadamente por Anna. Em Arendelle, Anna e Kristoff acordam após passarem 30 anos congelados, e descobrem em seguida, que seu reino está mais uma vez em perigo. |              |                                                                         |                                                 |                                    |                        |                     |
| 76 | 10           | "Shattered Sight" "(Visão Partida)" (BR)                                | Gwyneth Horder-Payton                           | Scott Nimerfro & Tze Chun          | 7 de dezembro de 2014  | 6.20                |
| Storybrooke mergulha num estado de caos, com seus residentes se destruindo após o feitiço da "Visão Despedaçada" atingi-los. Emma e Elsa correm contra o relógio pra se livrarem do laço que as impede de usarem seus poderes, e então, derrotarem a Rainha da Neve e sua maldição. David, por estar preso, pode somente assistir Regina enfrentar Mary Margaret numa batalha épica. Enquanto, Gold junta Bela e Henry e se prepara para deixar a cidade para sempre. Por fim, Kristoff leva Anna a uma descoberta reconfortante sobre o passado de seus pais. |              |                                                                         |                                                 |                                    |                        |                     |
| 77 | 11           | "Heroes and Villains" "(Heróis e Vilões)" (BR)                          | Ralph Hemecker                                  | Edward Kitsis & Adam Horowitz      | 14 de dezembro de 2014 | 5.69                |
| Como consequência do feitiço lançado pela Rainha da Neve, nossos heróis tentam se recuperar, enquanto Regina tem que fazer uma difícil decisão. A vida de Gancho está em risco quando a busca de Sr. Gold pelo poder ameaça tudo o que ele mais ama. Em um flashback da Floresta Encantada, uma intrusão ao castelo de Rumplestiltskin durante a estadia de Bela causa estragos no passado, que repercutirá no futuro de Storybrooke. |              |                                                                         |                                                 |                                    |                        |                     |
| 78 | 12           | "Darkness on the Edge of Town" "(Escuridão nos Limites da Cidade)" (BR) | Jon Amiel                                       | Edward Kitsis & Adam Horowitz      | 1 de março de 2015     | 6.66                |
| Com Gold banido da cidade, os residentes de Storybrooke tentam recomeçar suas vidas. Gancho e Bela procuram por uma maneira de soltar as fadas do chapéu do Feiticeiro enquanto Emma, Henry e Regina continuam procurando por pistas do Autor. Mas quando uma criatura aterrorizante voa sobre a cidade, Emma e Regina são forçadas a confrontar a verdadeira natureza do mal. Após ser banido da cidade, Gold vai para Nova York, buscar a ajuda de Ursula e Cruella De Vil para elas se juntarem à sua causa e o ajudar à retornar a cidade. Em um flashback da Floresta Encantada, Rumplestiltskin pede à ajuda de Malévola, Ursula e Cruella, para conseguir pegar a Maldição das Trevas, que encontra-se na Montanha Careca, que está cercada de perigos e armadilhas mortais. Mas assim que ajudam Rumplestiltskin, o trio descobre que não é prudente confiar em um Senhor das Trevas. |              |                                                                         |                                                 |                                    |                        |                     |
| 79 | 13           | "Unforgiven" "(Sem Perdão)" (BR)                                        | Adam Horowitz                                   | Andrew Chambliss & Kalinda Vazquez | 8 de março de 2015     | 6.72                |
| David e Mary Margaret suspeitam que Cruella e Ursula vieram para Storybrooke procurando algo a mais do que o apenas seus finais felizes, o que ameaça revelar um segredo que eles achavam estar enterrado há tempos. Emma começa sua própria investigação sobre Cruella e Ursula, mas não consegue deixar de ter a sensação que seus amigos e sua família estão escondendo algo dela. Regina e Henry continuam em sua busca pelo Autor, pedindo ajuda à Pinóquio e Marco na esperança de que Pinóquio possa se lembrar de alguma pista que os ajude. Em um flashback da Floresta Encantada, Branca de Neve e o Príncipe Encantado cruzam com Malévola, Ursula e Cruella, enquanto a ameaça da maldição da Rainha Má paira sobre suas cabeças. |              |                                                                         |                                                 |                                    |                        |                     |
| 80 | 14           | "Enter the Dragon" "(A Volta do Dragão)" (BR)                           | Ralph Hemecker                                  | David H. Goodman & Jerome Schwartz | 15 de março de 2015    | 5.88                |
| Para poder se infiltrar entre as Rainhas das Trevas como uma espiã para os heróis, Regina tem que provar que está disposta a sujar as mãos, enquanto Emma, David e Mary Margaret fazem o possível para manter o olho em sua operação secreta. Gancho pede um favor incomum à Belle, e Henry obtém um grande progresso em sua busca pelo Autor. Em um flashback da Floresta Encantada, Regina faz amizade com Malévola e a ajuda a reascender sua faísca perdida e finalmente conseguir sua vingança contra o Rei Stefan. |              |                                                                         |                                                 |                                    |                        |                     |
| 81 | 15           | "Poor Unfortunate Soul" "(Pobre Alma)" (BR)                             | Steve Pearlman                                  | Andrew Chambliss & Dana Horgan     | 22 de março de 2015    | 5.79                |
| Gancho usa sua história complicada com Ursula para descobrir o que ela sabe sobre os planos de Gold, enquanto Malévola,Cruella, Regina e Gold torturam August para obter informações sobre o Autor, ao passo em que Emma, Mary Margaret e David tentam encontrá-los. A preocupação de Regina com a segurança de Robin Hood cresce enquanto ela luta para manter seu disfarce junto dos vilões. Em um flashback da Floresta Encantada, uma jovem Ursula pede a ajuda de Gancho para fugir de casa, mas ela logo descobre que não é prudente confiar em um pirata. |              |                                                                         |                                                 |                                    |                        |                     |
| 82 | 16           | "Best Laid Plans" "(Força Maior)" (BR)                                  | Ron Underwood                                   | Kalinda Vazquez & Jane Espenson    | 29 de março de 2015    | 5.48                |
| Gancho diz para Emma que seu destino está em jogo no plano de Gold, enquanto Regina lidera os vilões numa busca falsa. Henry faz uma descoberta em sua busca para encontrar o Autor, mas Mary Margaret e David precisam de um momento para reconsiderar a melhor decisão a ser tomada. Em um flashback da Floresta Encantada, Branca de Neve e o Príncipe Encantado buscam uma forma de garantir que sua filha vá se tornar uma heroína no futuro, e quando um vendedor ambulante os direcionam até o velho e gentil Aprendiz, Branca e Encantado são apresentados a uma escolha que poderia garantir a bondade de sua filha, mas á um preço que irá assombrá-los por toda a sua vida. |              |                                                                         |                                                 |                                    |                        |                     |
| 83 | 17           | "Heart of Gold" "(O Coração de Gold)" (BR)                              | Billy Gierhart                                  | Tze Chun & Scott Nimerfro          | 12 de abril de 2015    | 5.17                |
| Emma se recupera após descobrir a verdade sobre a história entre seus pais e Malévola, e se concentra em encontrar o Autor, que agora está à solta em Storybrooke, antes de Gold. Enquanto isso, Gold chantageia Regina após a urgência de seu final feliz ser obtido aumentar. Em um flashback da Floresta Encantada, Robin Hood aprende o que significa ser um ladrão honrado, quando ele aceita uma proposta feita por Rumpelstiltskin para que ele viaje á Oz e roube um valioso elixir mágico da Bruxa Má do Oeste. |              |                                                                         |                                                 |                                    |                        |                     |
| 84 | 18           | "Sympathy for the De Vil" "(O Lado Mal)" (BR)                           | Romeo Tirone                                    | David H. Goodman & Jerome Schwartz | 19 de abril de 2015    | 5.12                |
| Regina ganha vantagem em manter Gold longe de interferir em seu plano de resgatar Robin, mas sua viagem para Nova York é colocada à espera quando ela e Emma descobrem que Cruella sequestrou Henry. 1920, na Inglaterra ficcional, uma jovem Cruella é mostrada, cuja mãe opressora usa seus Dálmatas para aterrorizar a filha. Cruella é presa no sótão até que um estranho misterioso chega e a dá poder para desafiar quem a oprime. |              |                                                                         |                                                 |                                    |                        |                     |
| 85 | 19           | "Lily" "(Lily)" (BR)                                                    | Ralph Hemecker                                  | Andrew Chambliss & Dana Horgan     | 26 de abril de 2015    | 5.21                |
| O potencial de Emma para as trevas está assustando todos, mas quando ela descobre que a filha de Malévola, Lily, é na verdade sua amiga da época de órfã, ela resolve encontrar Lily e reuni-la com a mãe. Regina junta-se a Emma e juntas elas saem para rastrear Lily e alertar Robin sobre Zelena. Entretanto, nenhuma delas está preparada para as severas realidades que encontrarão no mundo lá fora. Enquanto isso, em Storybrooke, Gold se depara com uma crise envolvendo Bela. Em um flashback da infância de Emma, as coisas estão começando a dar certo para Emma e uma nova família, mas Lily aparece para ameaçar tudo. |              |                                                                         |                                                 |                                    |                        |                     |
| 86 | 20           | "Mother" "(Mãe)" (BR)                                                   | Ron Underwood                                   | Jane Espenson                      | 3 de maio de 2015      | 5.31                |
| Emma retorna à Storybrooke para reunir Lily e Malévola, enquanto Regina e Robin lidam com as implicações trazidas pela gravidez de Zelena. Quando a saúde de Gold dá uma guinada para pior, Isaac vai até um novo aliado, que pode encontrar a tinta mágica necessária para re-escrever a história. Em um flashback da Floresta Encantada, Cora retorna do País das Maravilhas para implorar o perdão de Regina, no aniversário do assassinato de Daniel, prometendo ajudar a filha a encontrar o amor verdadeiro, mas Regina permanece desconfiada das intenções de sua mãe. |              |                                                                         |                                                 |                                    |                        |                     |
| 87 88 | 21 22        | "Operation Mongoose" "(Operação Mangusto)" (BR)                         | Romeo Tirone Ralph Hemecker                     | Edward Kitsis & Adam Horowitz      | 10 de maio de 2015     | 5.51                |
| O Autor/Isaac finalmente concluí o livro "Heróis & Vilões", e muda com sucesso o universo enviando todos de volta para uma versão alternativa da Floresta Encantada. Apenas Henry é deixado para trás, que logo rastreia Isaac na Terra sem magia, e descobre que Isaac se tornou um autor best-seller. Quando Isaac se recusa a desfazer tudo (pois após burlar as regras e interferir nas histórias, perdeu seu status como Autor), Henry usa a chave que o Aprendiz forjou para libertar o Autor/Isaac, após ser preso no livro Once Upon a Time, para enviá-lo a está nova realidade da Floresta Encantada. Afim de desfazer a obra de Isaac, Henry tem que convencer uma versão "Branca de Neve" de Regina à parar o casamento de Robin Hood com Zelena, enquanto tenta também resgata Emma, que foi presa em uma torre por uma versão "Rainha Má" de Branca de Neve. Henry e Gancho ajudam Emma a escapar da torre e correm contra o tempo para se certificar de que Robin não se case com Zelena. No entanto, Isaac chantageia Rumplestiltskin para parar Regina, dizendo-lhe que se Regina não fosse detida, seu final feliz nesta nova realidade seria destruído. Rumplestiltskin parte para o casamento de Robin e Zelena para confrontar Henry, Emma e Regina, e acaba matando Regina no final. Henry então, encontra a caneta mágica do Autor e assim que a toca percebe que ela começa a brilhar (indicando que Henry é o novo Autor). Henry usa como tinta o sangue heroico de Regina para desfazer tudo o que Isaac fez, e a linha do tempo é restaurada e todo mundo volta para Storybrooke. De volta à linha do tempo normal, o Aprendiz oferece a Henry uma chance de se tornar o novo Autor, mas Henry não aceita, e quebra a caneta mágica. Com a volta a realidade ao normal, Sr. Gold continua a "morrer", pois seu lado obscuro de Senhor das Trevas estava tomando conta de seu corpo. Bella pede a ajuda de Emma para salvar Gold e juntas vão procurar o Aprendiz, que usa o chapéu do Feiticeiro para absorver as trevas do coração de Gold. Gold agora com o coração purificado, tem sua ligação com a Adaga cortada no processo e deixa de ser o Senhor das Trevas. No entanto, a escuridão é poderosa demais para o chapéu poder conter, e ela escapa, atacando o Aprendiz. Emma é capaz de expulsar a escuridão com sua magia de luz, mas o Aprendiz fatalmente ferido, avisa-os que apenas Merlin poderia impedir a escuridão de destruir todos os reinos. A escuridão eventualmente reaparece e ataca Regina, mas Emma se sacrifica e tem sua alma amarrada à escuridão, para impedi-la de destruir tudo e todos. Em seguida, após absorver as trevas, Emma desaparece, deixando apenas para trás a Adaga agora com uma nova inscrição, "Emma Swan", indicando que ela é a nova Senhora das Trevas. Nota: Este episódio foi exibido como um especial de 2 horas. |              |                                                                         |                                                 |                                    |                        |                     |